# 阿福花科
阿福花科（学名：Asphodelaceae）原名黄脂木科或刺叶树科（Xanthorrhoeaceae），为被子植物天门冬目下一科。

## 分类史
本科原只包括1属—刺叶树属（Xanthorrhoea）约66种，均为澳大利亚的特有种。1981年的克朗奎斯特分类法将其列入百合目，1998年根据基因亲缘关系分类的APG 分类法认为应该分入新设立的天门冬目，2003年经过修订的APG II 分类法将其和萱草科、独尾草科列为可以选择性合并的科。
2009年，Mark W. Chase提议将达格瑞单子叶植物分类系统下使用较少的萱草科和独尾草科，将两者都并入一个较广义的黄脂木科，也符合先前的系统发生分析结果，同年的APGIII分类法也遵循了这一做法。然而，由于“黄脂木科”一名当时未被广泛使用，2013年Ronell R. Klopper等人提议以阿福花科一名取代黄脂木科。该提议2014年得到了维管植物命名委员会（Nomenclature Committee for Vascular Plants）承认，在2016年的被子植物APG IV分类法中被沿用，并在2017年深圳举行的国际植物学大会命名法规决议上正式批准。
曾经的某些分类法根据形态将棕榈目的多鬚草科与黄脂木科合并，但两者亲缘关系实际较远。

## 下级分类
本科包括以下属：
- 茅百合属 Agrostocrinum
- 芦荟属 Aloe
- 绫锦芦荟属 Aristaloe
- 羊百合属 Arnocrinum
- 日光兰属 Asphodeline
- 阿福花属 Asphodelus
- 松塔掌属 Astroloba
- 须尾草属 Bulbine
- 粗尾草属 Bulbinella
- 草百合属 Caesia
- 帚枝百合属 Corynotheca
- 山菅兰属 Dianella
- 蒴菅兰属 Eccremis
- 独尾草属 Eremurus
- 鲨鱼掌属 Gasteria
- 爬百合属 Geitonoplesium
- 十二卷属 Haworthia
- 萱草属 Hemerocallis
- 尖苞草属 Hensmania
- 昊百合属 Herpolirion
- 蛇鞭百合属 Hodgsoniola
- 白须尾草属 Jodrellia
- 苞花草属 Johnsonia
- 火把莲属 Kniphofia
- 天蓝百合属 Pasithea
- 麻兰属 Phormium
- 苞菅兰属 Rhuacophila
- 须蕊百合属 Simethis
- 气根百合属 Stawellia
- 弯药百合属 Stypandra
- 盘丝百合属 Thelionema
- 丛尾草属 Trachyandra
- 髯丝百合属 Tricoryne
- 黄脂木属 Xanthorrhoea